# أوسكار بريفي
أوسكار بريفي (بالإيطالية: Oscar Brevi)‏ (15 ديسمبر 1967 بميلانو في إيطاليا - ) هو لاعب كرة قدم إيطالي في مركز الدفاع. لعب مع نادي أسكولي ونادي باليرمو ونادي تورينو ونادي فينيزيا ونادي كومو وASD Solbiatese Calcio 1911 ‏ ونادي لوميتساني وASD Gallarate Calcio ‏ وUS Corsico ‏.